# Steinbruchgelände Hohenhagen
Das Naturschutzgebiet Steinbruchgelände Hohenhagen liegt auf dem Gebiet der kreisfreien Stadt Remscheid in Nordrhein-Westfalen. Die unter Schutz stehende Fläche erstreckt sich östlich der Kernstadt von Remscheid und liegt im Gewerbegebiet nördlich der Neuenkamper Straße (B 229) und südlich des Wohnplatzes Hohenhagen. Um eine Isolierung des Biotops zu vermeiden, wurde das Gelände über einen Grünzug, der durch das Wohngebiet Hohenhagen verläuft, mit Naturschutzgebiet Oberes Teufelsbachtal verbunden. Das Steinbruchgelände ist wegen seiner gefährlichen Steilhänge umfassend eingezäunt – kann aber eventuell in Absprache mit der Unteren Naturschutzbehörde besichtigt werden.

## Bedeutung
Das Naturschutzgebiet Steinbruchgelände Hohenhagen ist seit dem 23. Juli 1998 per Verordnung der Bezirksregierung rechtskräftig. Es weist eine Größe von 8,67 ha auf. Bei dem Gebiet handelt es sich um das Gelände des Tonschiefersteinbruches der ehemaligen Ziegelei Schäfer. In den alten Abbaukesseln hat sich ein vielfältiges Biotopmosaik mit verschiedenen Sukzessionsstadien herausgebildet. Nördlich grenzen schutzwürdige Magerrasen und Grünlandbrachen an den Steinbruch an. Die Schutzausweisung erfolgt insbesondere zur Erhaltung und Entwicklung eines Steinbruchbiotops als Lebens-, Rückzugs- und Regenerationsraum für an Sekundärlebensräume gebundene Pflanzen- und Tierarten wie zum Beispiel Amphibien, Reptilien und Singvögel. Die Ausweisung dient weiterhin der Erhaltung des reichhaltigen Biotopmosaiks aus Tonschiefersteinwänden, Brachflächen, Magerrasen, Gebüschbeständen, Vorwaldstadien, temporären Quellen und Hangwasseraustritten. Der Schutzzweck erstreckt sich ebenfalls auf die wärmebegünstigten Sonderstandorte mit den an diese Standorte gebundenen Insektenarten sowie auf die nördlich angrenzenden Magerwiesen und Grünlandbrachen. Daher findet man hier so seltene Tierarten wie Waldeidechse, Ringelnatter,  Schwalbenschwanz, Wespenspinne und Langflügelige Schwertschrecke. Auch der Feldhase ist häufig anzutreffen.

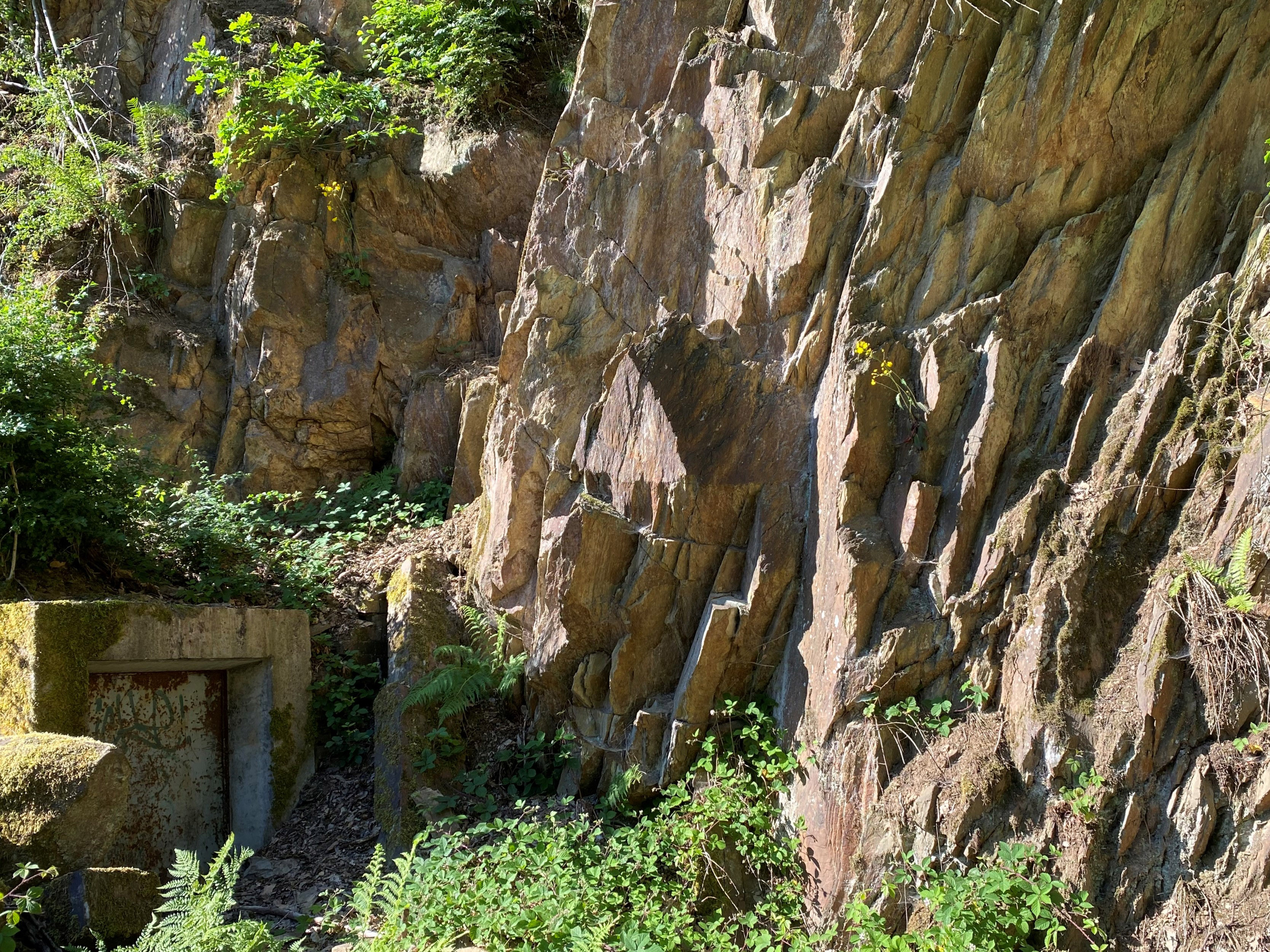
Felshang mit ehem. Sprengmittel-Bunker im NSG
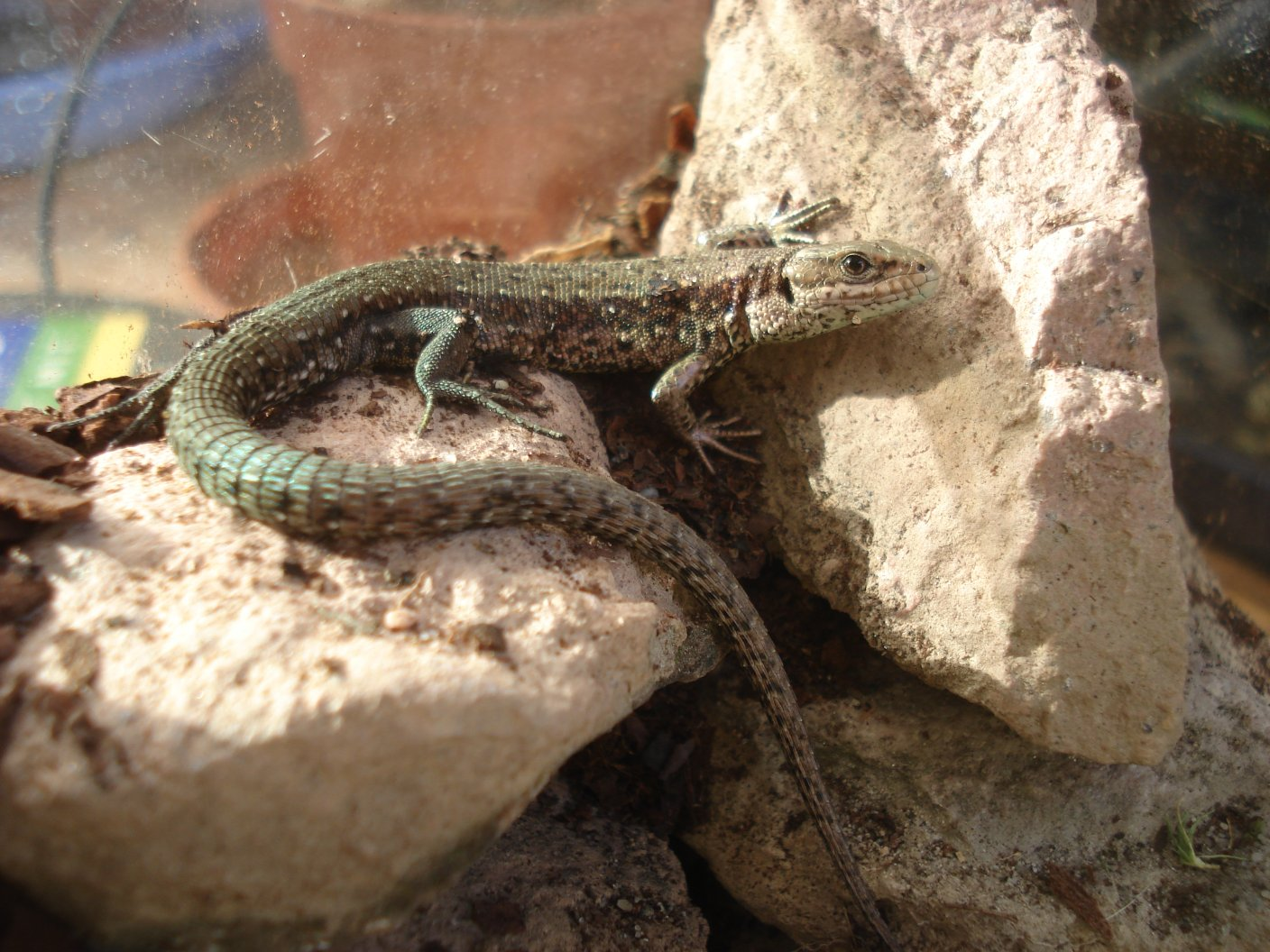
Waldeidechse (Zootoca vivipara)
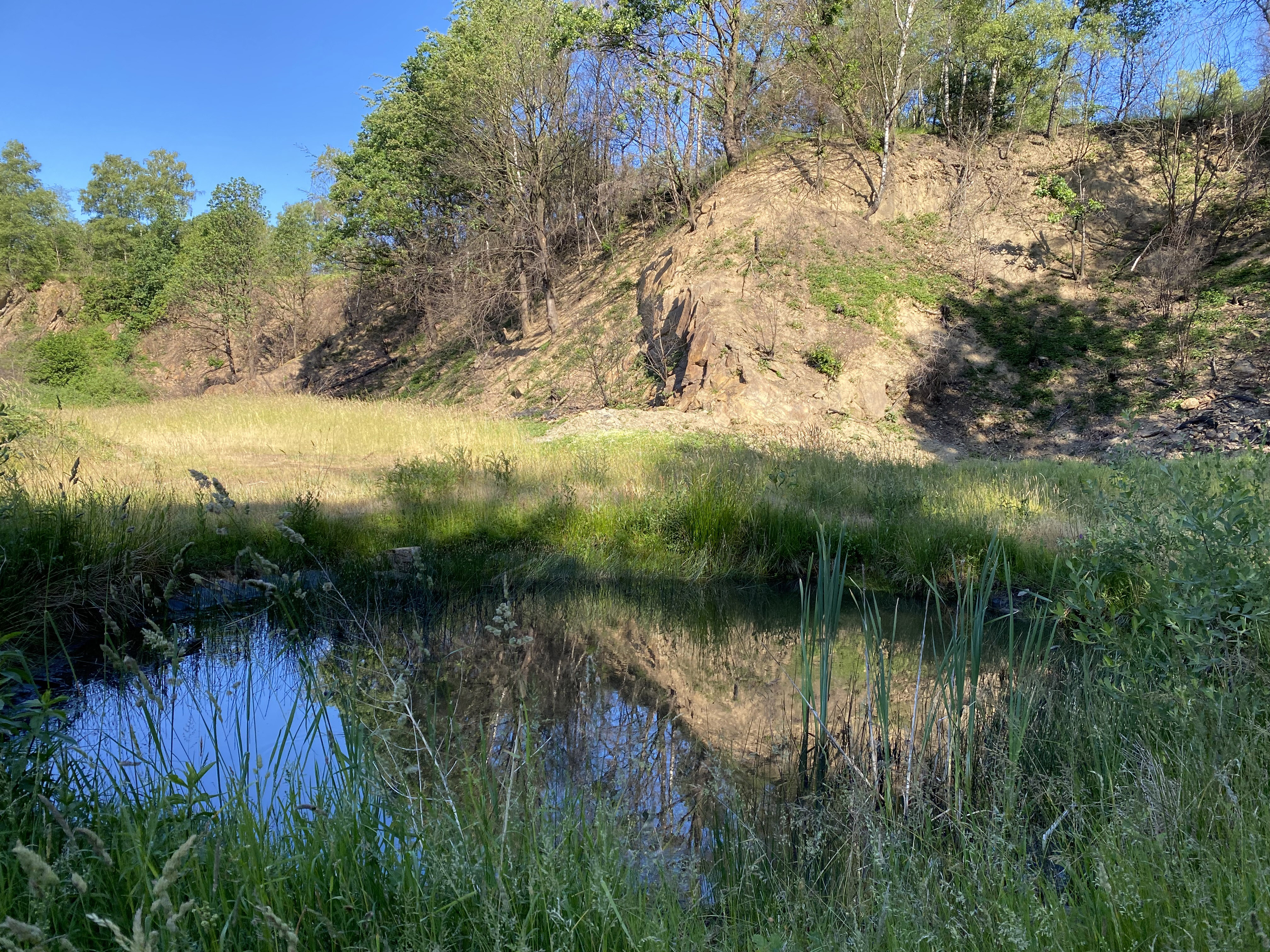
Feuchtbiotop im zentralen Steinbruchkessel
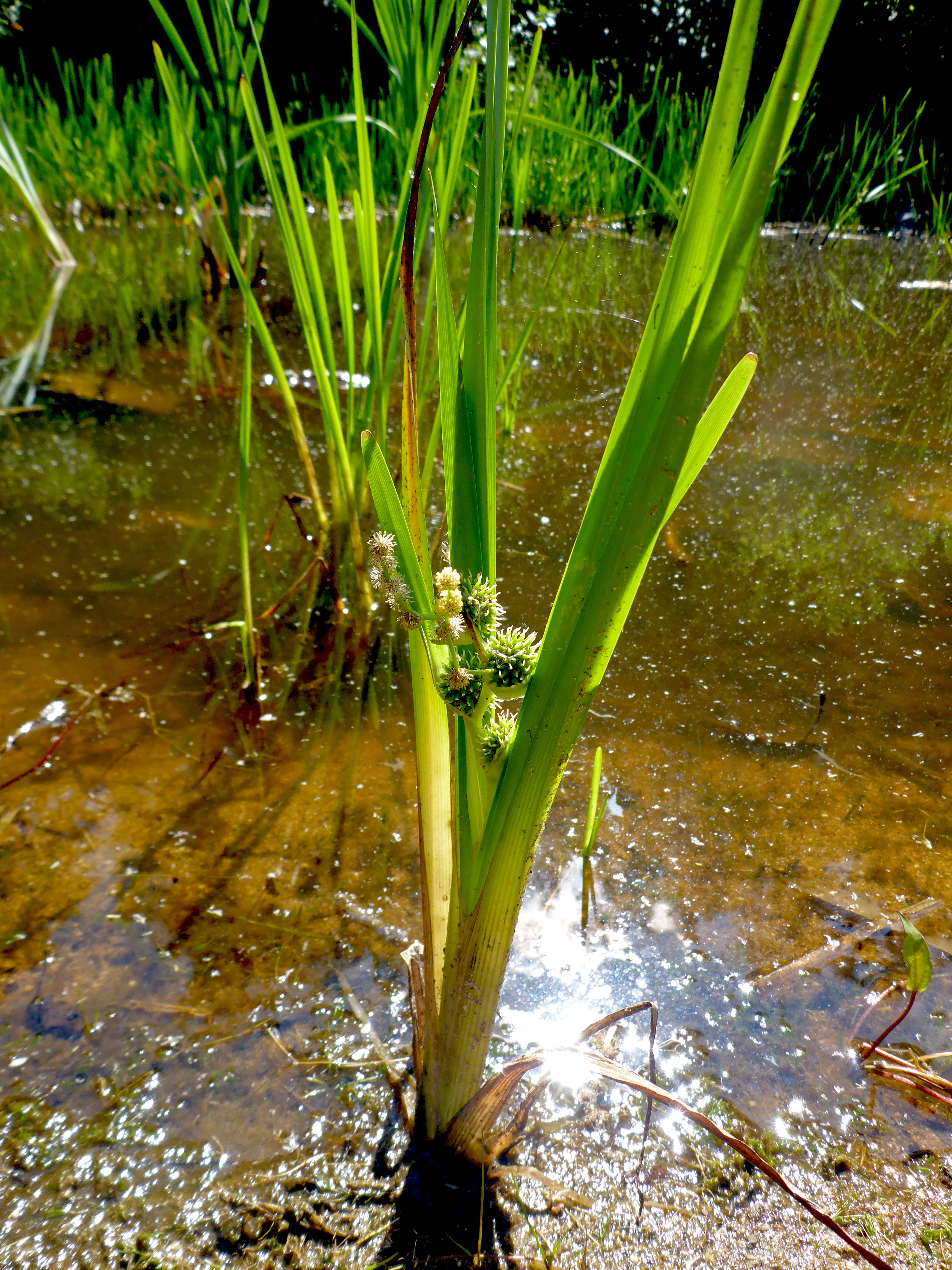
Ästiger Igelkolben (Sparganium erectum) im NSG
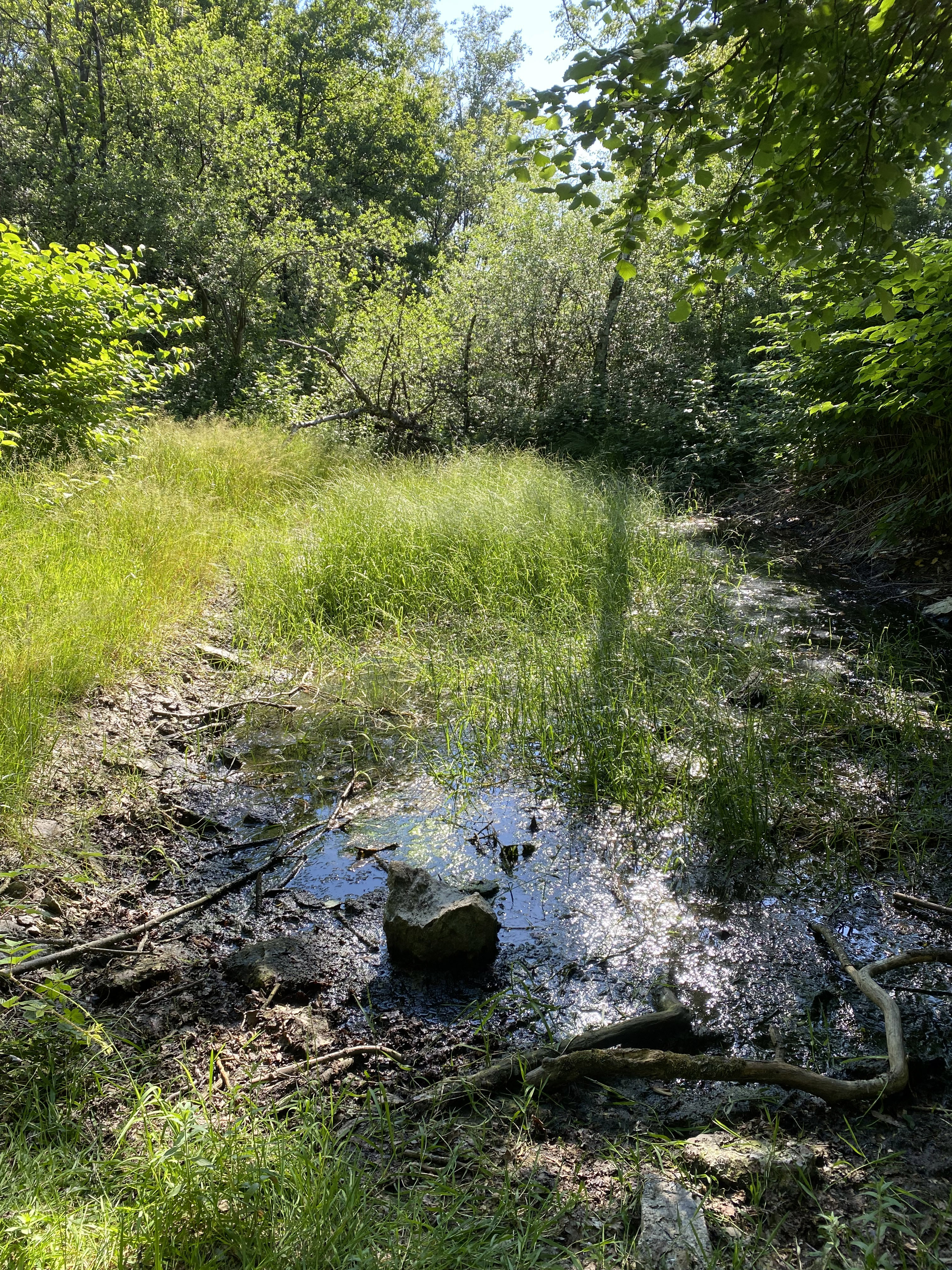
Feuchtbiotop im bewaldeten westl. Steinbruchkessel
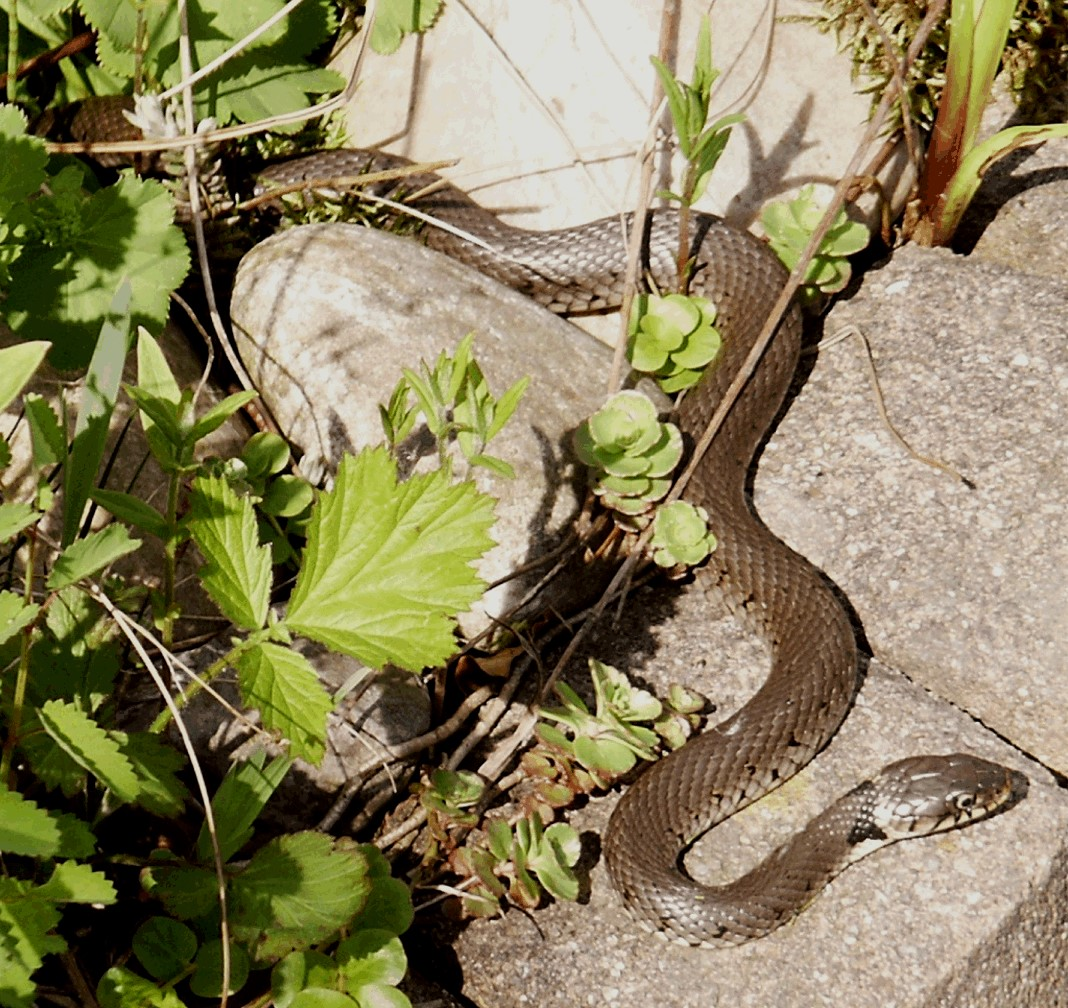
Ringelnatter (Natrix natrix)
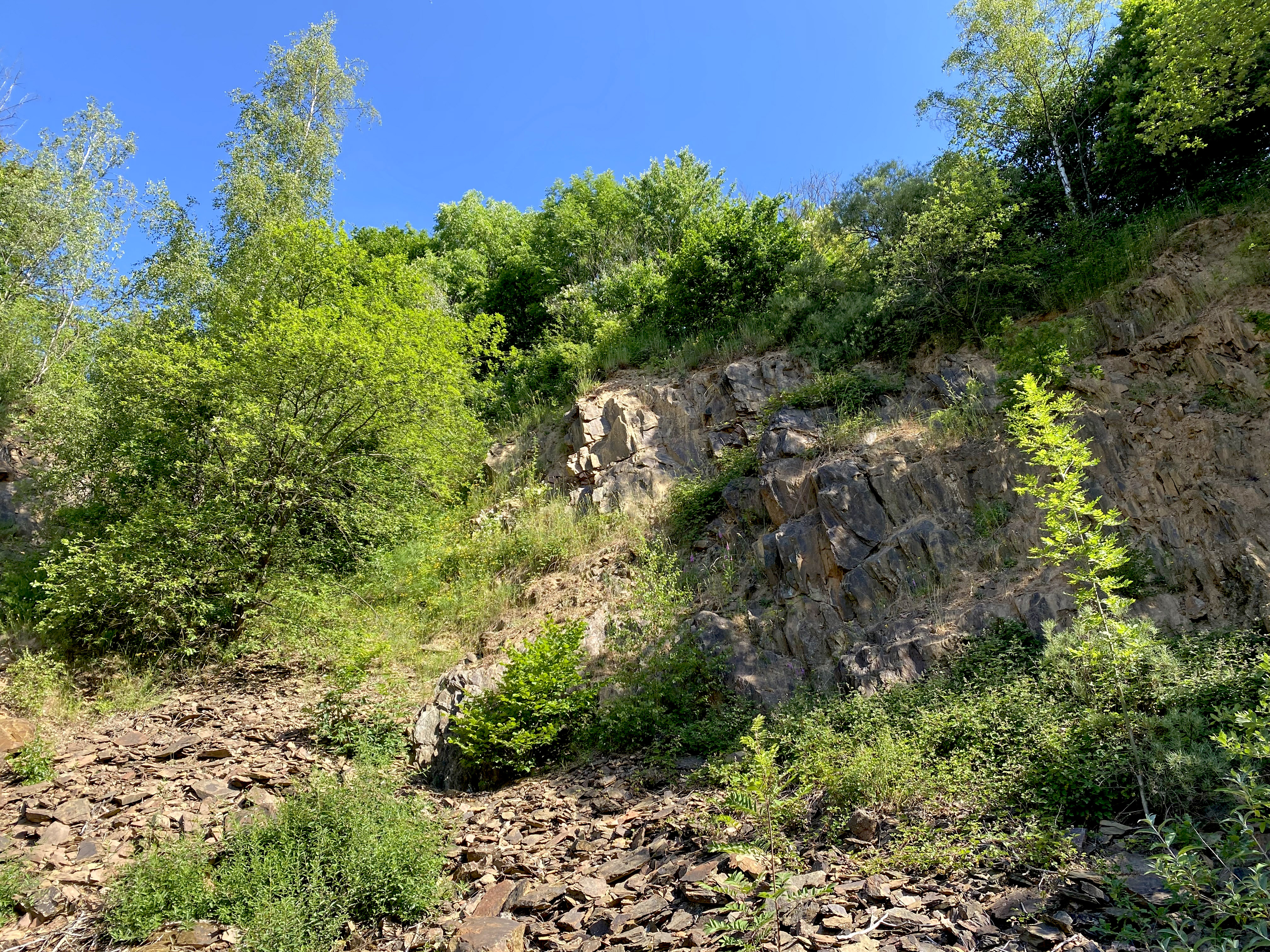
östl. Steinbruchkessel
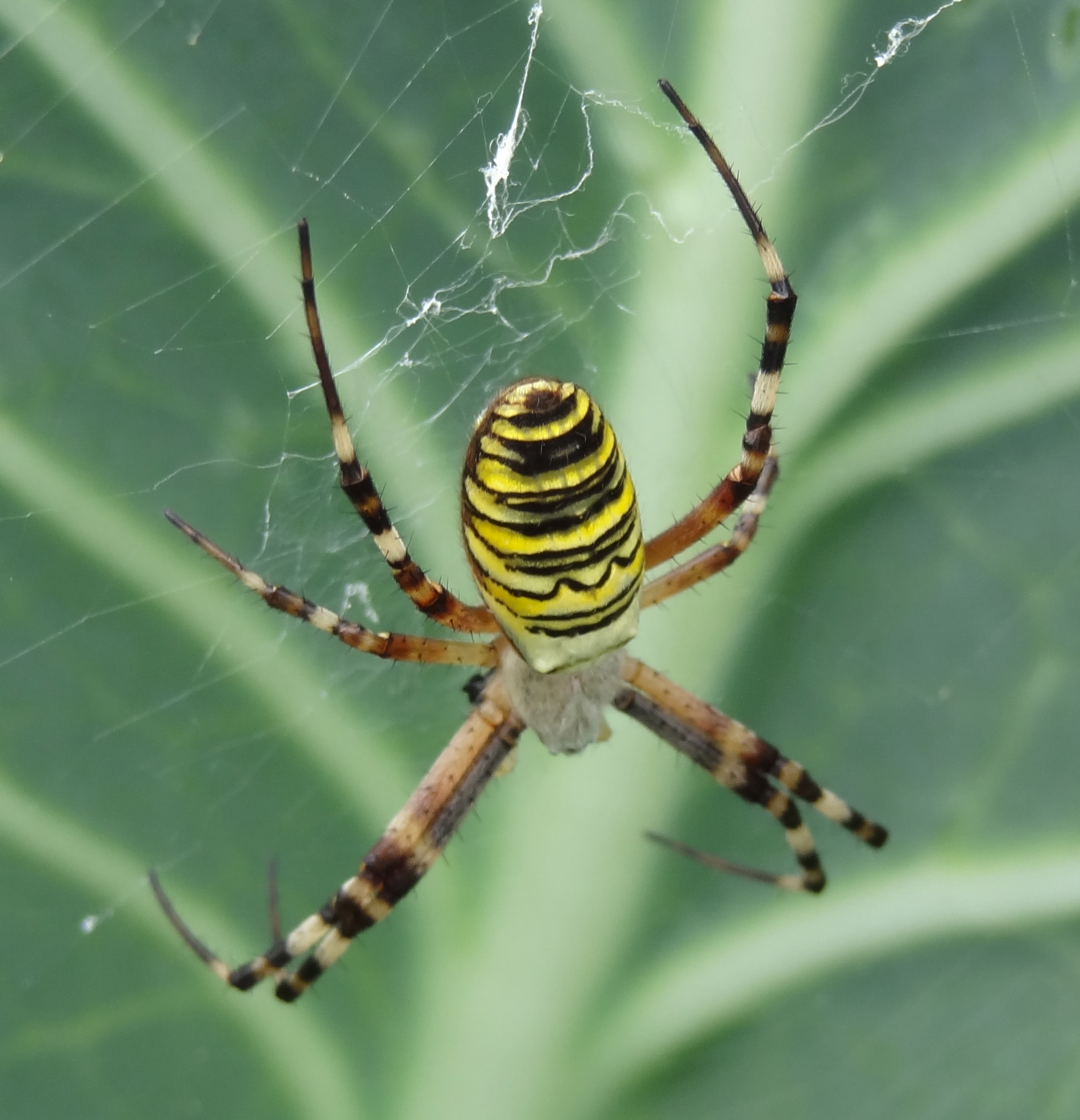
Wespenspinne (Argiope bruennichi)
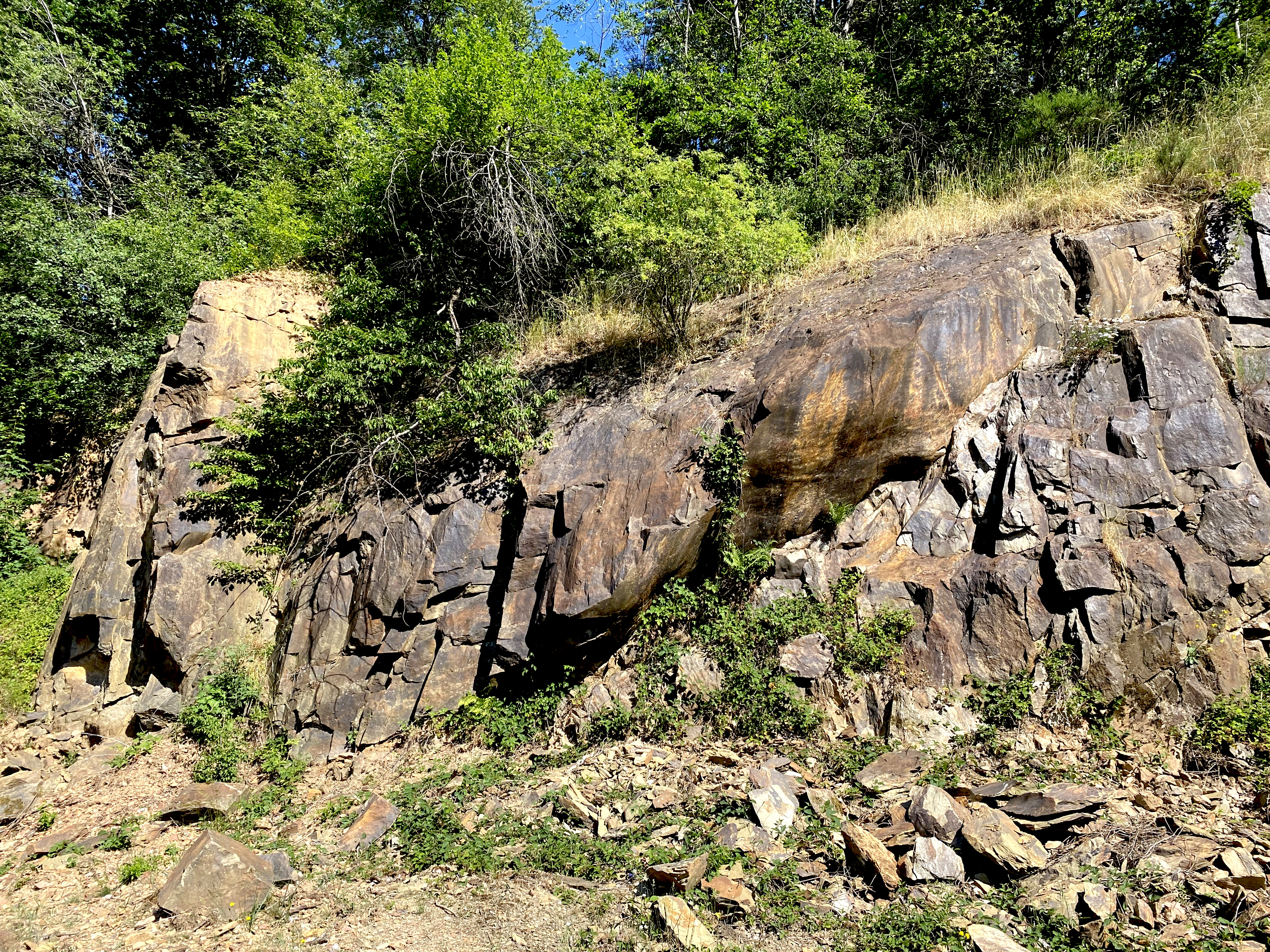
Tonschiefer-Felswand im östl. Steinbruchkessel
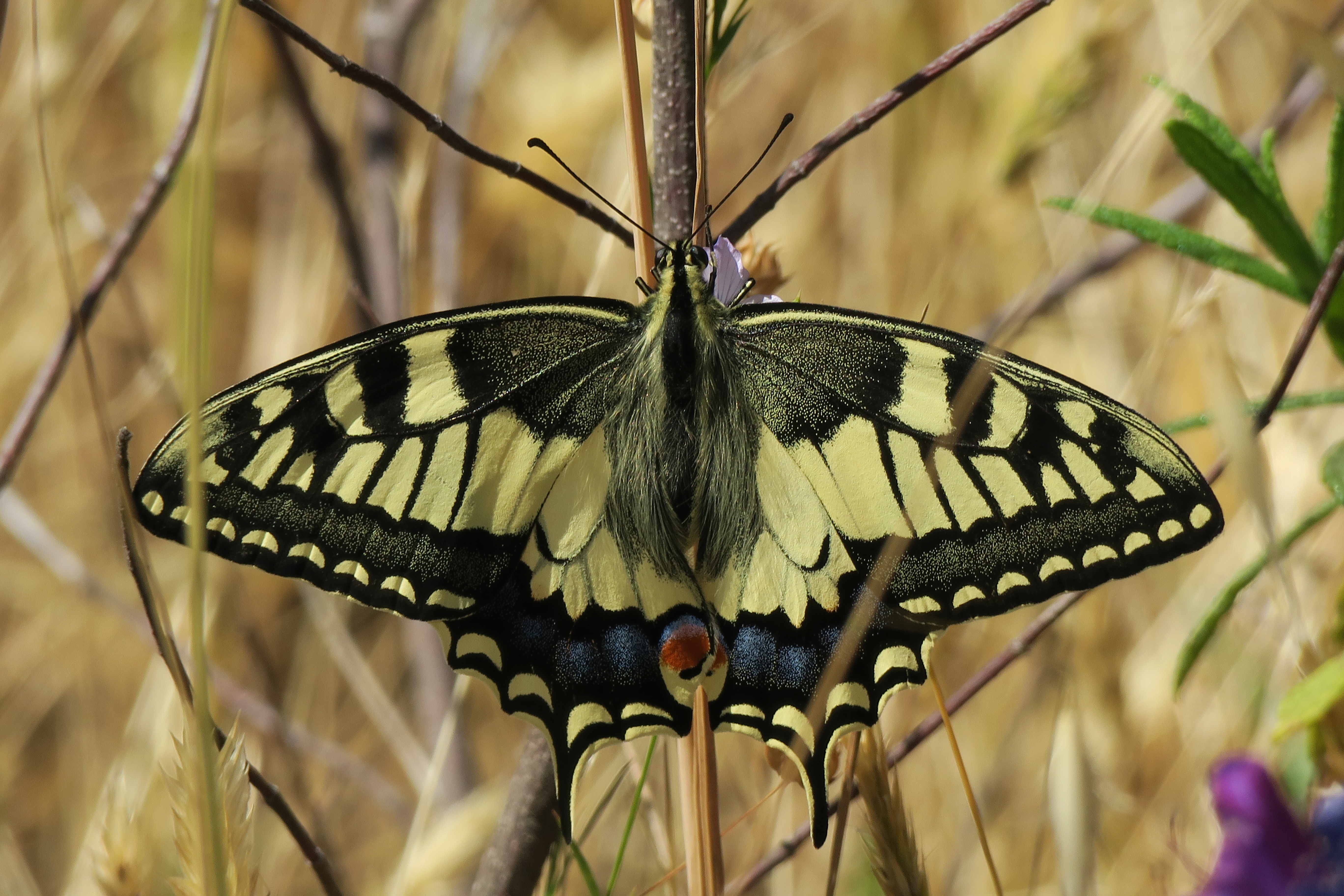
Schwalbenschwanz (Papilio machaon)
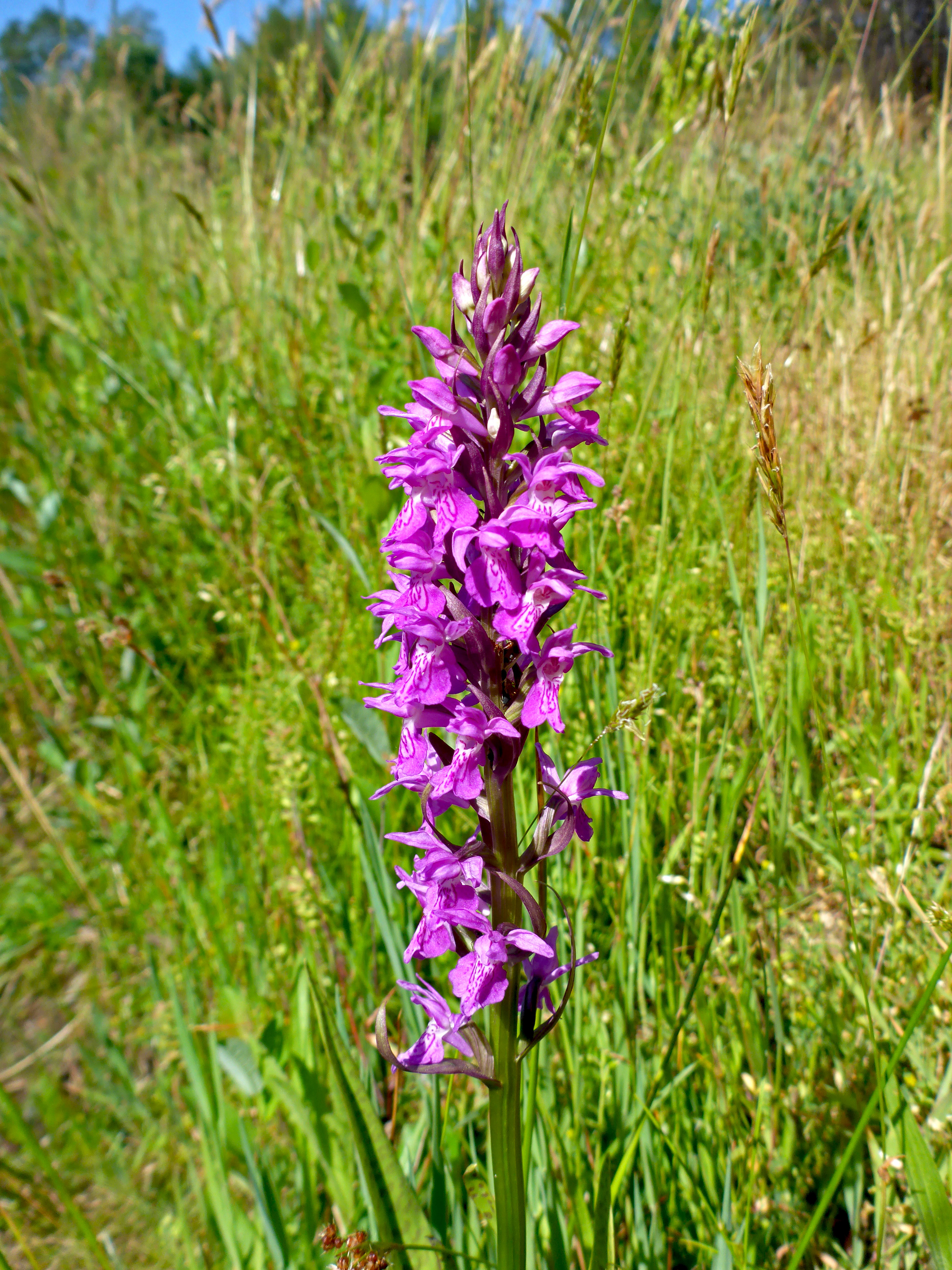
Breitblättriges Knabenkraut (Dactylorhiza majalis) – Einzelfund im NSG
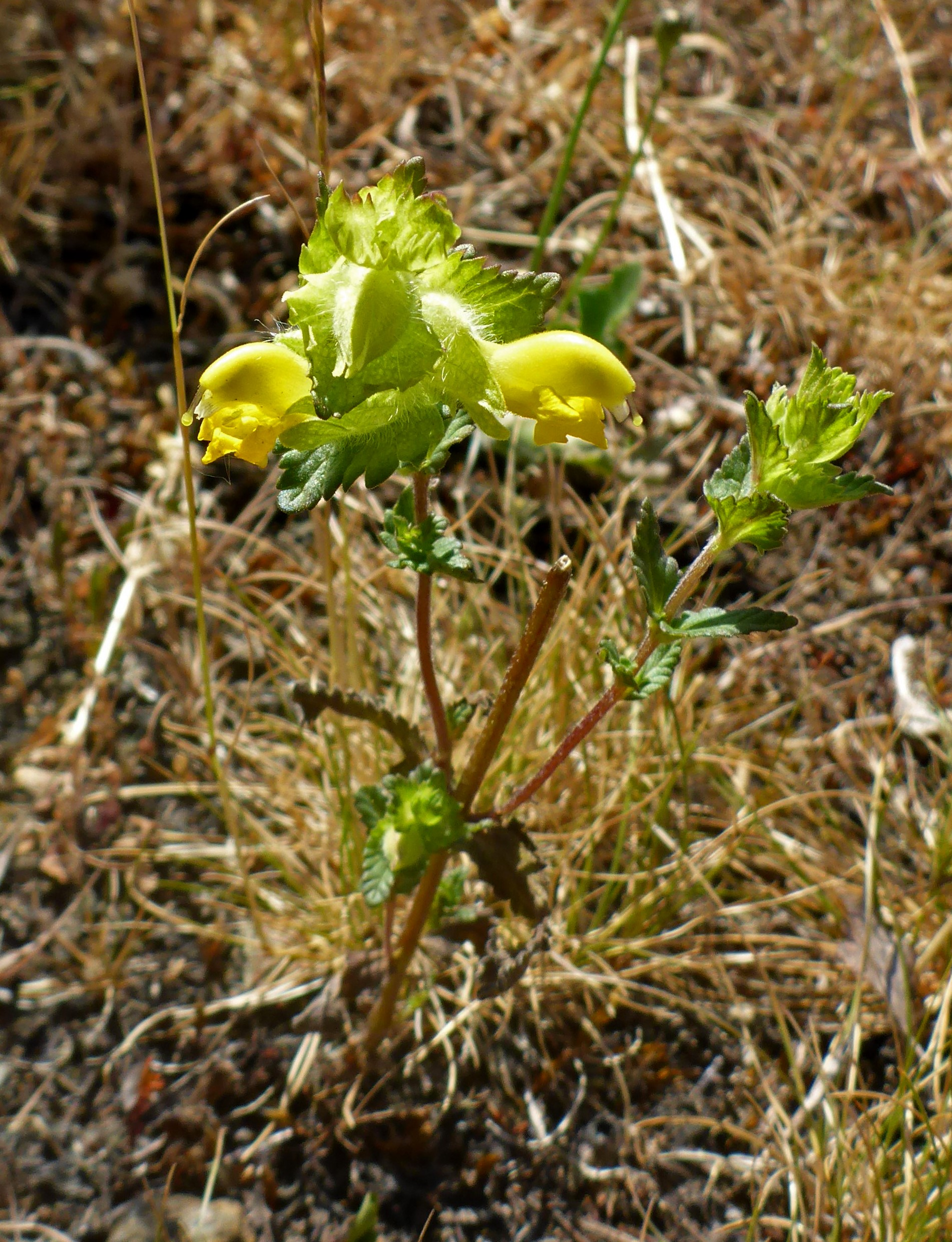
Zottiger Klappertopf (Rhinanthus alectorolophus) im NSG
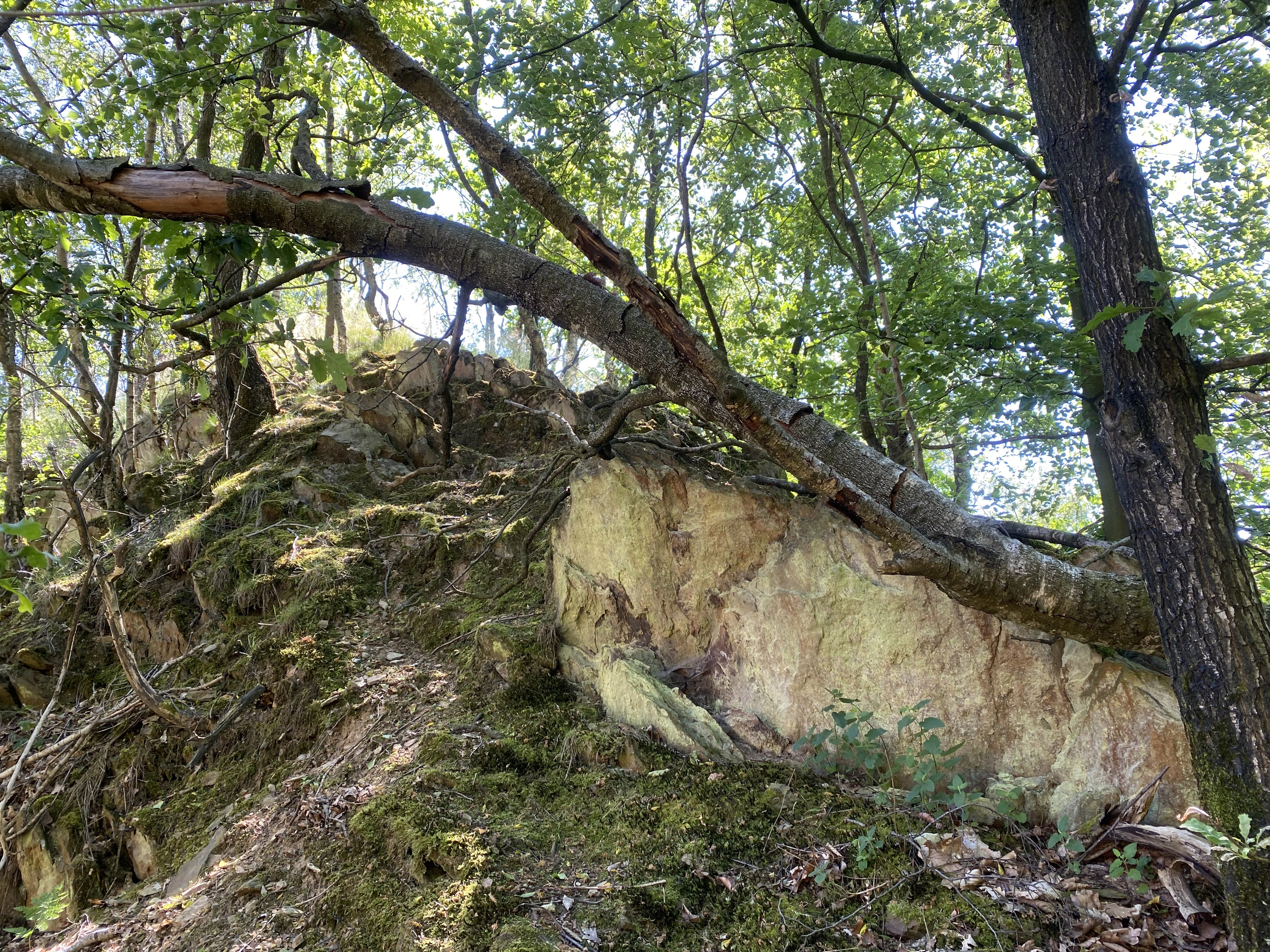
Bewaldeter Felshang an der Südseite des zentralen Kessels
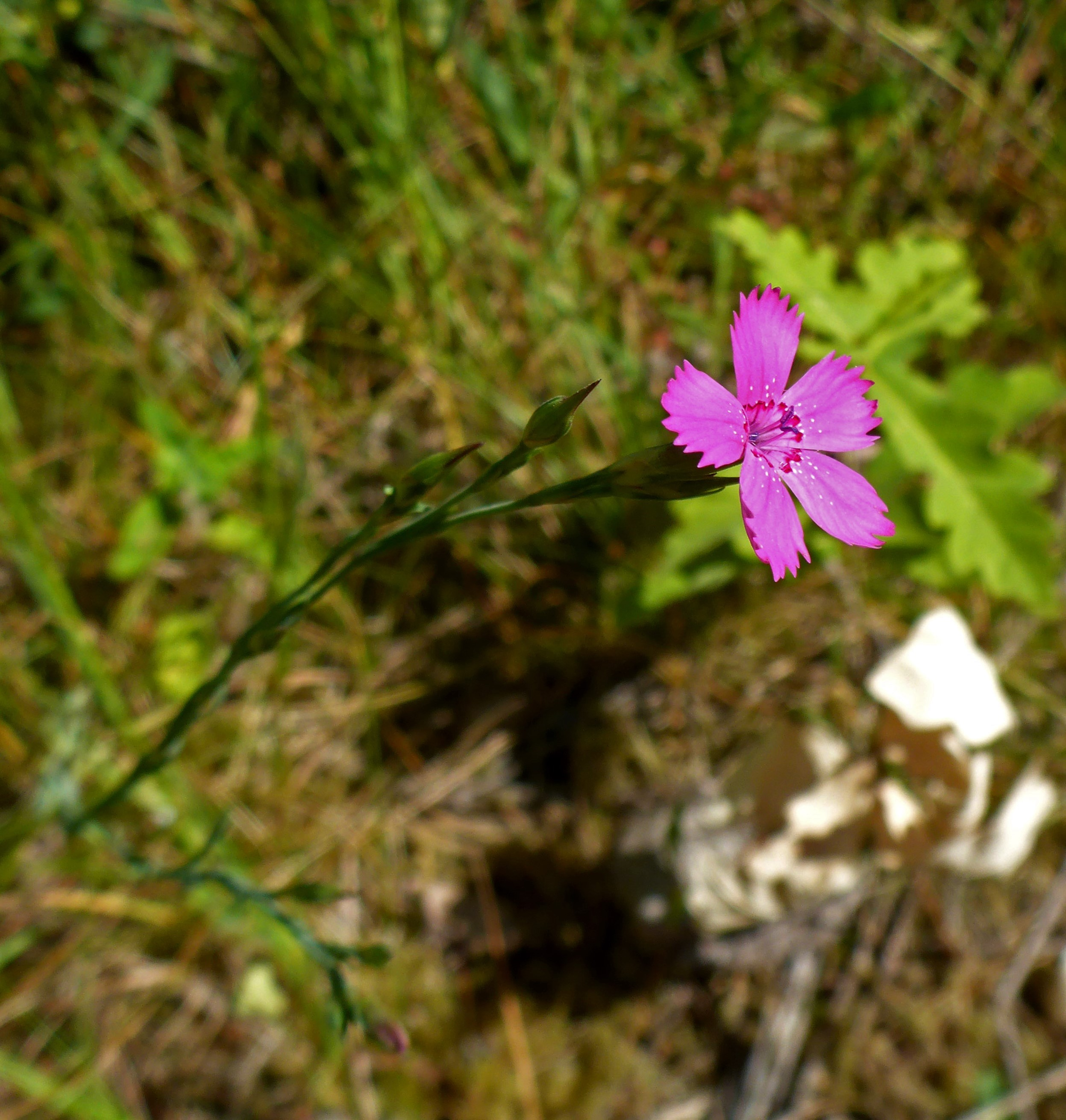
Heide-Nelke (Dianthus deltoides) im NSG
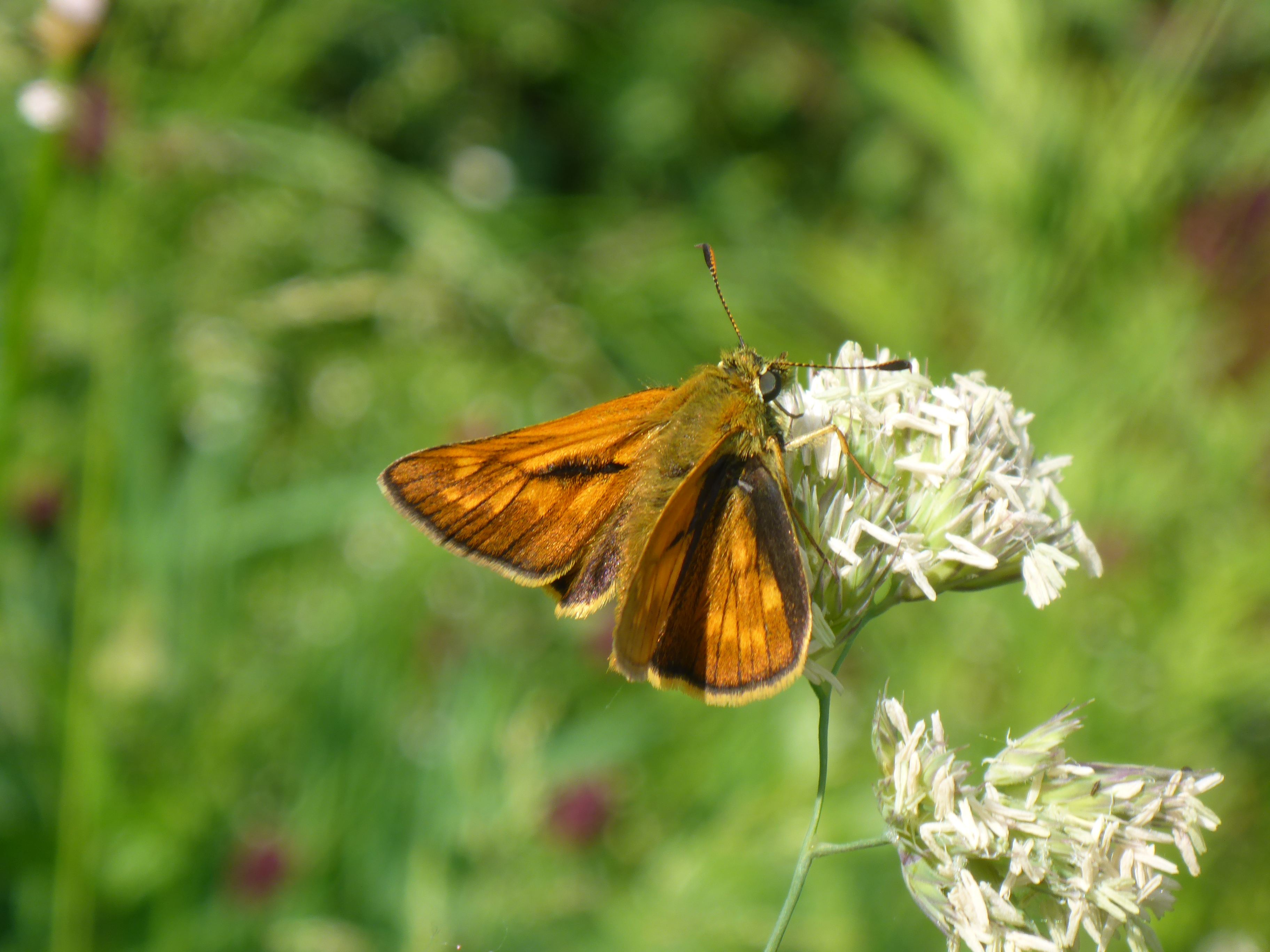
Rostfarbener Dickkopffalter (Ochlodes sylvanus)
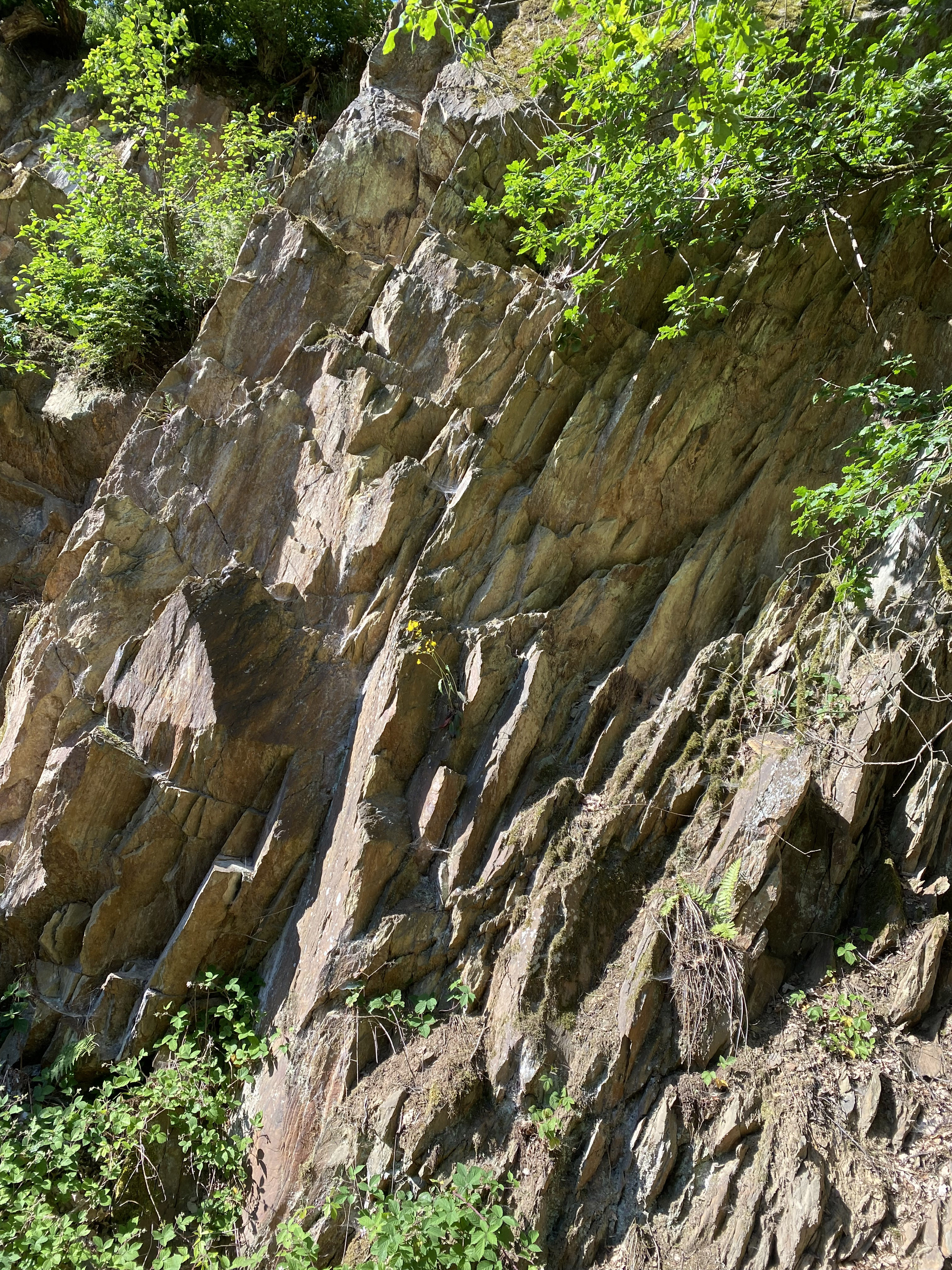
Tonschiefer-Felswand im zentralen Steinbruchkessel
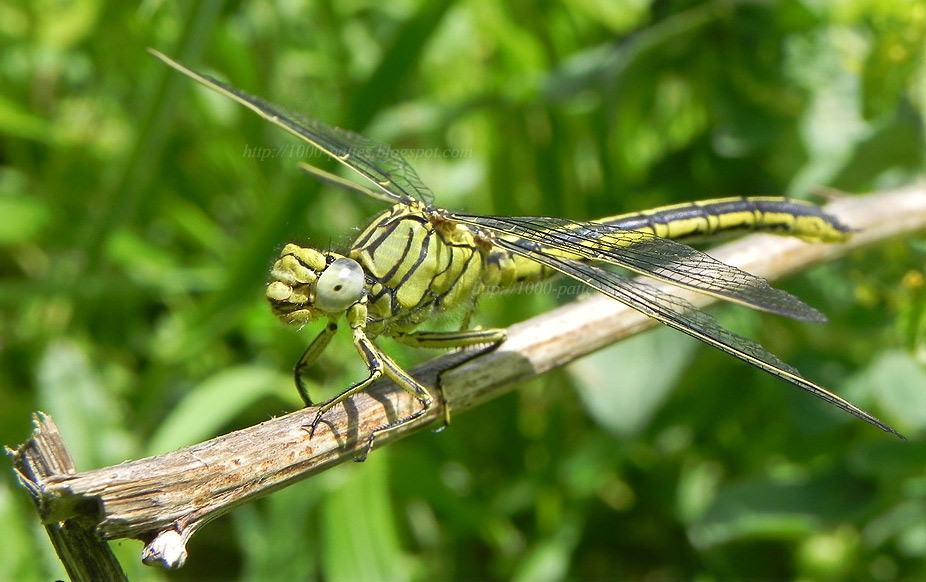
Westliche Keiljungfer (Gomphus pulchellus)
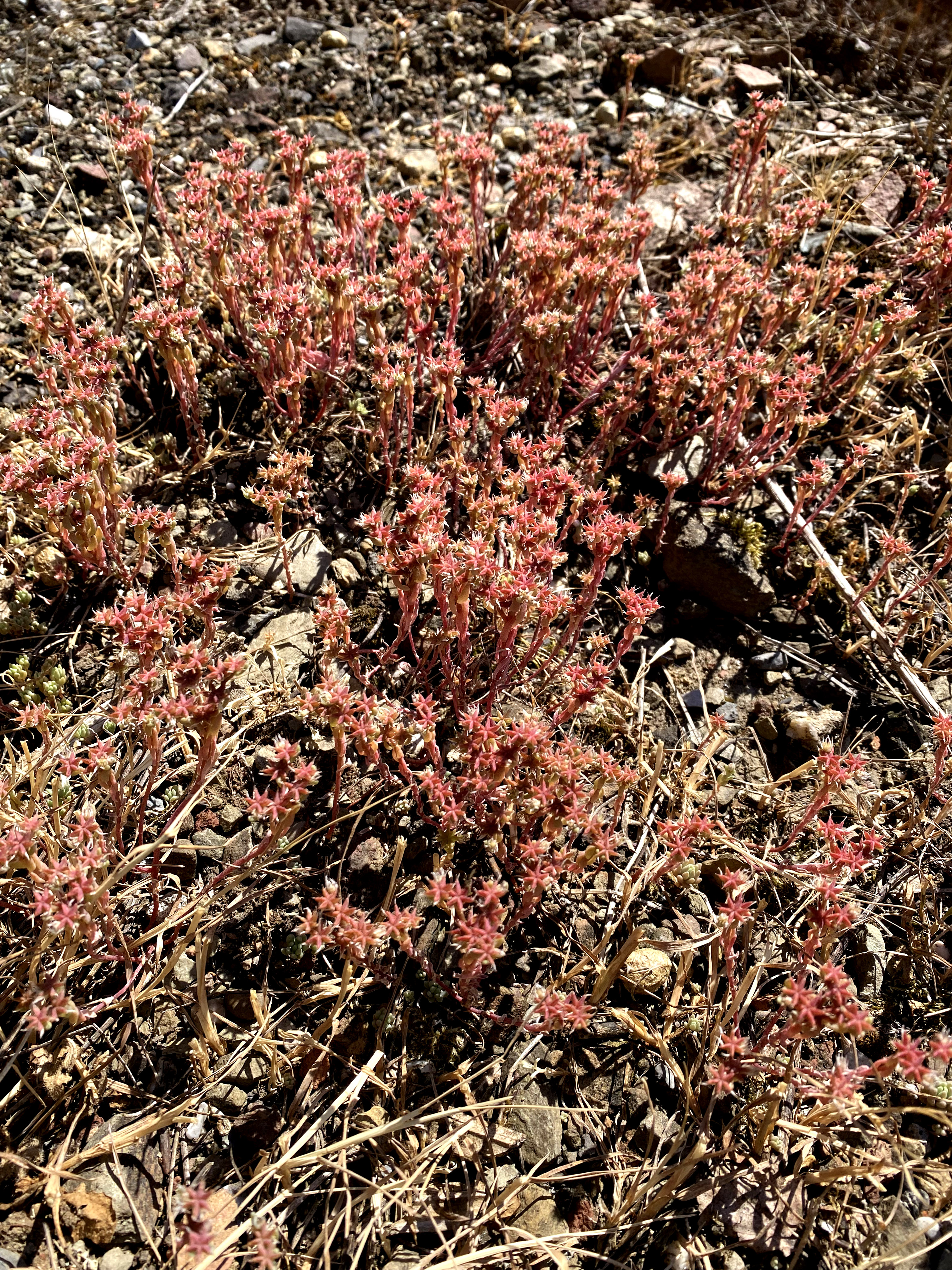
Spanischer Mauerpfeffer (Sedum hispanicum)
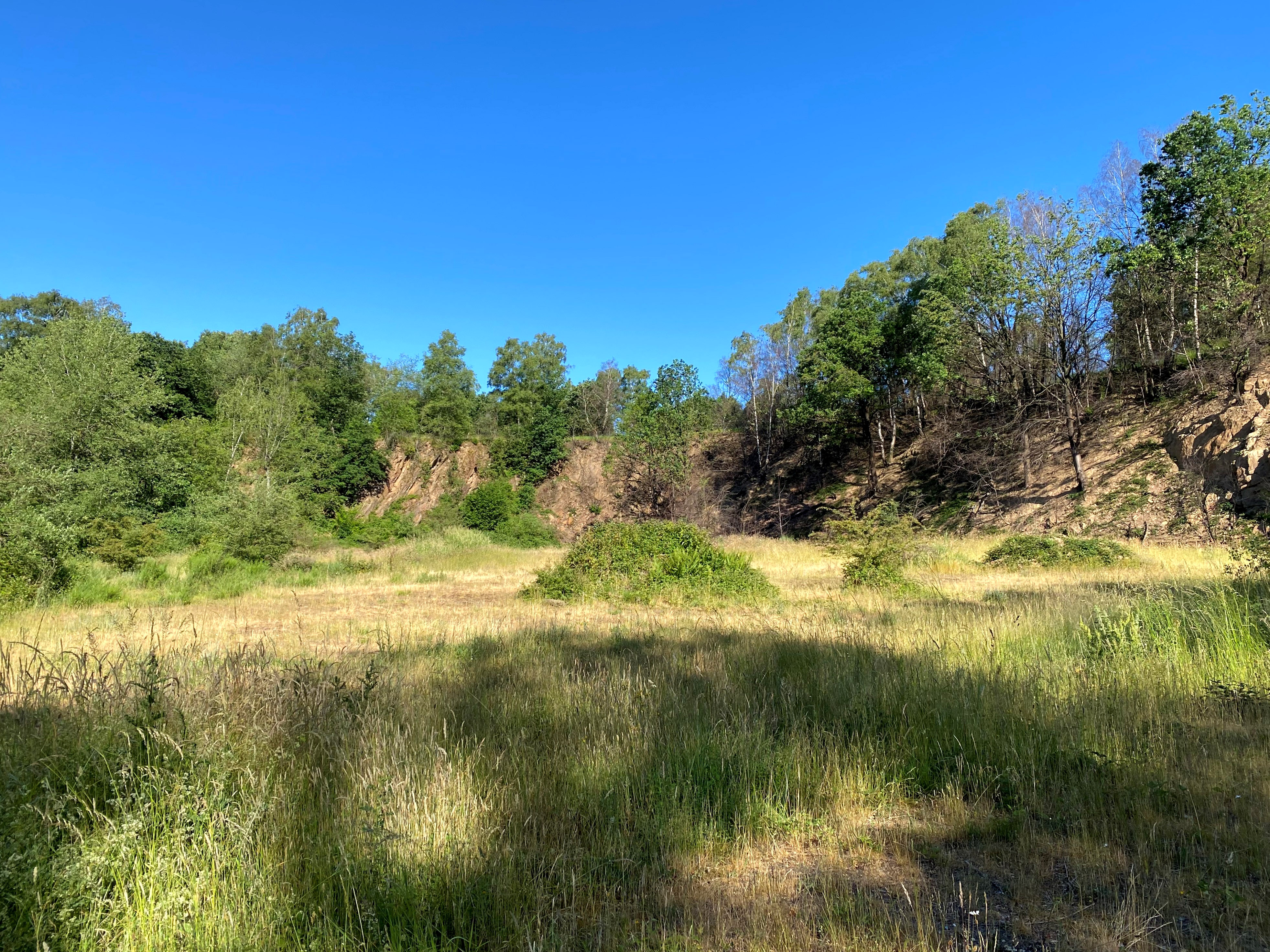
Magerwiese im zentralen Steinbruchkessel